# Мценский 285-й пехотный полк
285-й пехотный Мценский полк — пехотная воинская часть Русской императорской армии второй очереди. Сформирован для участия в Первой мировой войне.

## История

### Русско-японская война
Сформирован в 1903 году в Рязани на базе кадра, отделённого от 137-го пехотного Нежинского полка, с дополнением запасными из Рязанской губернии. Участвовал в сражениях русско-японской войны. По окончании войны расформирован.

### Первая мировая война
Сформирован в составе 4-х батальонов 18 июля 1914 года в Рязани из кадра (19 офицеров и 280 нижних чинов), отделённого от 137-го пехотного Нежинского полка, с добавлением запасных. Командир полковник Дьяконов, начальник штаба подполковник Сетипханов.
В августе 1914 года участвовал в Восточно-Прусской операции в составе 2-го армейского корпуса 1-й армии Северо-Западного фронта. В конце августа 1914 года понес большие потери в арьергардных боях при отходе корпуса от дер. Куттен и г. Ангерапп к р. Слудзе на завершающем этапе второй части Восточно-Прусской операции. 7 сентября 1914 года полк в составе 12 офицеров и 324 нижних чинов был расформирован для пополнения других полков корпуса. Знамёна были переданы в штаб 26-й пехотной дивизии 2-го армейского корпуса.

## Командир полка
- полковник Дьяконов, Сильвестр Борисович